# Abd al-Qadir Badschamal
Abd al-Qadir Badschamal (arabisch عبد القادر باجمال, DMG ʿAbd al-Qādir Bāǧamāl; * 18. Februar 1946 in Sanaa; † 7. September 2020 in Dubai) war ein jemenitischer Politiker. Vom 31. März 2001 bis zum 31. März 2007 war er  Premierminister des Jemen. Zuvor bekleidete Badschamal von 1998 bis 2001 das Amt des Außenministers.
2008 wurde ihm der Champions of Earth Award verliehen.